# Enoploclerus schenklingi
Enoploclerus schenklingi là một loài bọ cánh cứng trong họ Cleridae. Loài này được Hintz miêu tả khoa học đầu tiên năm 1902.